# Backfingerört
Backfingerörten (Potentilla sterneri) är en art i familjen rosväxter. Den är en låg, flerårig ört, med gula blommor. Den växer på torra, men näringsrika marker.
Backfingerörten förekommer i Sverige endast i de sydvästligaste landskapen.